# Nadzeja Skardzina
Nadzeja Skardzina (belarusiska: Надзея Скардзіна, Nadzeja Skardzina; ryska: Надежда Валерьевна Скардино, Nadezjda Valerievna Skardino), född 27 mars 1985 i Leningrad, Sovjetunionen, är en belarusisk skidskytt.
Skardzina har tävlat i världscupen i skidskytte sedan säsongen 2006/2007. Hennes hittills bästa placering i världscupen kom säsongen 2012/2013 då hon slutade på en tredje plats på sprinten i Pokljuka. Skardzina representerade Belarus vid OS 2010 i Vancouver, Kanada och OS 2014 i Sotji, Ryssland.